# Erykidzi
Erykidzi – średniowieczna dynastia szwedzka wywodząca się od króla Eryka IX (panował 1155-1160), panująca w Szwecji od 1155 do 1250, na przemian z przedstawicielami dynastii Swerkerydów (potomków króla Swerkera I Starszego, zmarł 1156). 
Gdy w 1161 roku w Szwecji zostały obalone rządy pochodzącego z Danii króla Magnusa Henrikssona, którego matka była wnuczką króla Inge I Starszego, oba szwedzkie rody rozpoczęły między sobą zaciekłe walki o królewską koronę, skutkiem czego każdy kolejny król był mordowany przez swego następcę z wrogiego rodu. Walki trwały do roku 1250, kiedy to zmarł Eryk XI, ostatni z rodu Erykidów, a władzę w Szwecji przejęła na trwałe nowa dynastia Folkunga.